# Presidència de Bombai

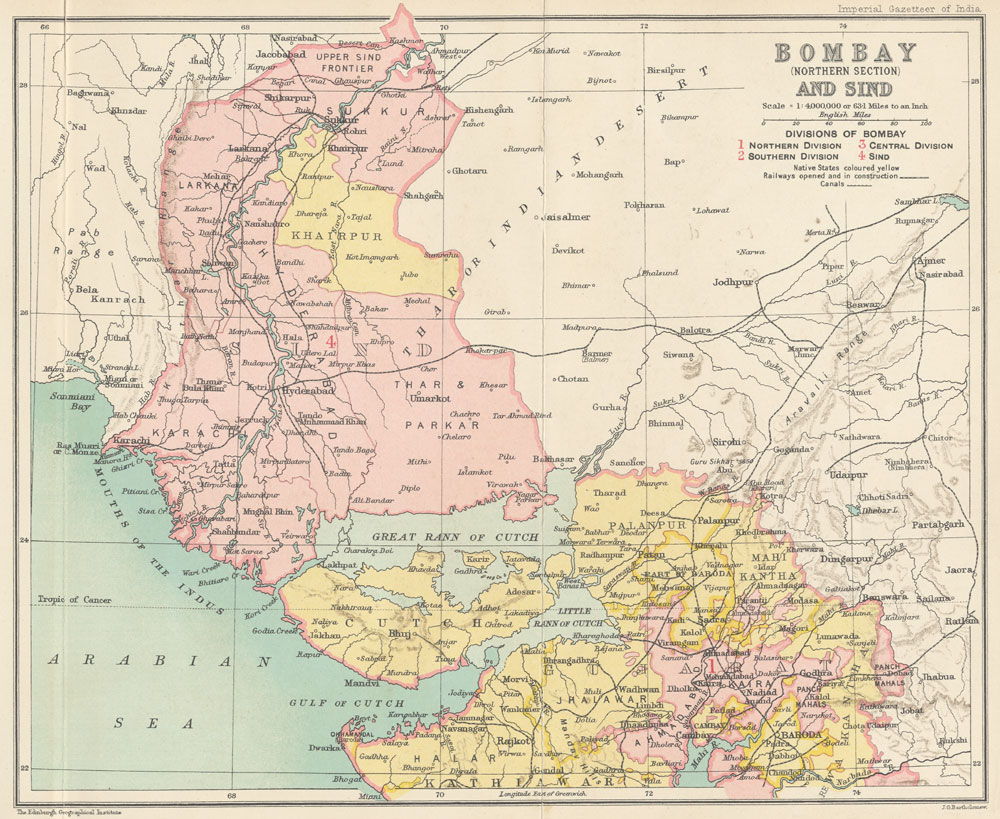
Mapa de la part nord (1909)

La presidència de Bombai fou una entitat administrativa de l'Índia Britànica, formada pels territoris occidentals de l'Índia. Va existir entre 1703 i 1936. Estava formada per quatre divisions fiscals, 24 districtes (25 el 1906) i nombrosos estats tributaris protegits. La superfície el territori britànic era de 321.479 km² amb una població de 16.489.274 habitants, i els estats protegits (exclòs Baroda) 191.020 km² i població de 6.941.249 habitants, és a dir en total 512499 km² i 23.430.523 habitants (1881) o 488.850 km² i 25.424.235. habitants (1901). L'estat de Baroda, considerat a part, però dins la presidència, mesurava 22.196 km² i tenia 2.185.005 habitants. En els seus límits estaven enclavats els territoris portuguesos de Goa, Daman i Diu. La capital era Bombai.

## Història

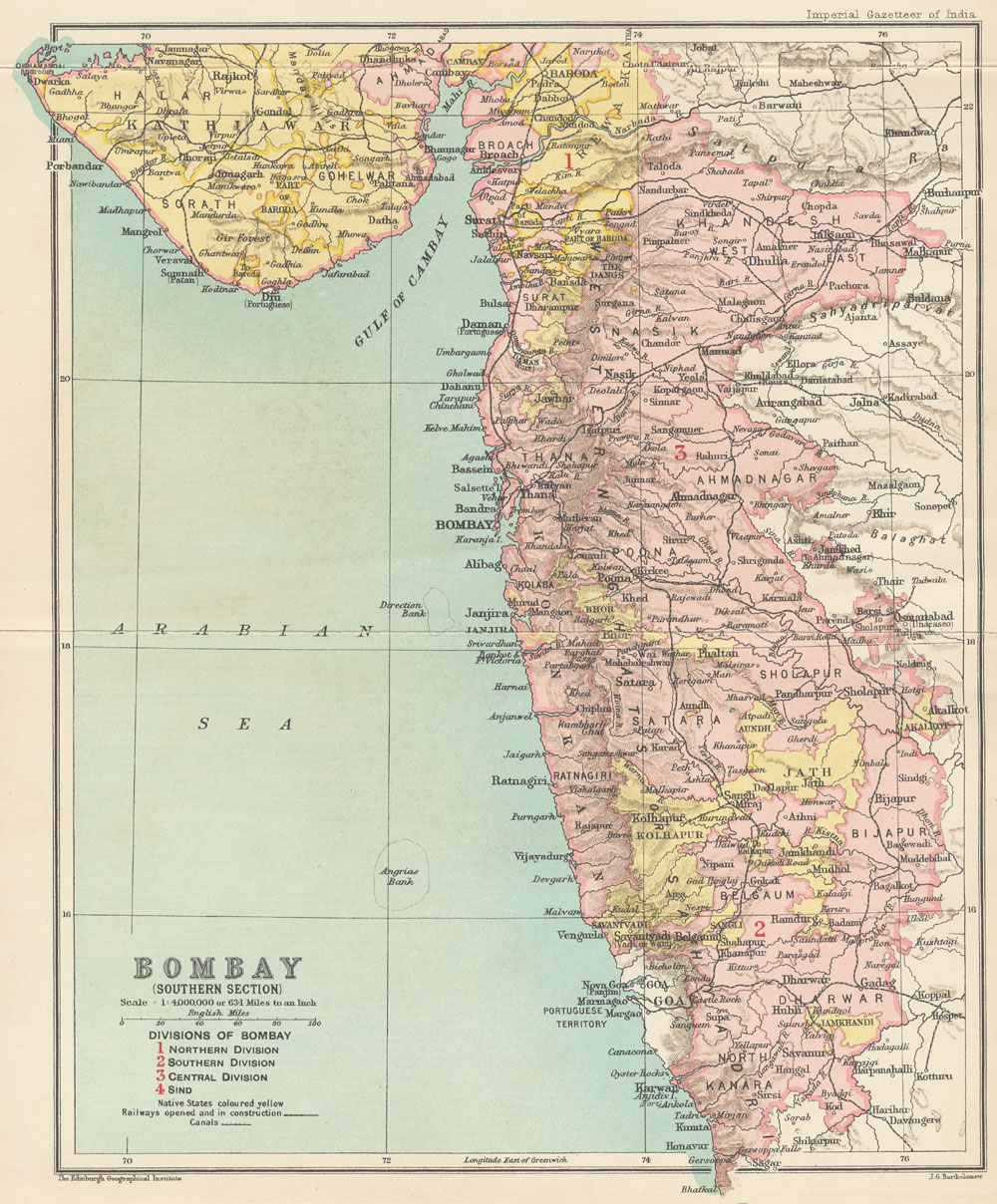
Mapa de la part sud (1909)

Els aris es van establir a la zona al segon mil·lenni; vers el 510 aC van arribar a la vall de l'Indus els conqueridors perses aquemènides. El 325 aC es va produir la marxa d'Alexandre el Gran per l'Indus.
L'Imperi Maurya va esdevenir budista sota Asoka (vers 272-231 aC) va incloure Kalinga, la costa occidental i el Dècan i la part occidental fou posada sota govern del príncep governador d'Ujjain; aquestos territoris, a la mort d'Asoka es van fer aviat independents.
La zona va passar als reis grecs de Bactriana (segle II aC) fins a Kathiawar, mentre més al sud, els Andhra i els Satavahana de Paithan al Godavari, van assolir el poder.
Les invasions de les nacions asiàtiques, els escites o saces, vers el segle i, van portar aquestos pobles a l'Índia. Vers 120, Ujjain i Gujarat van caure en mans dels Kshatrapes que van dominar fins al 300 sent el seu rei més destacat Rudradaman (150), que va lluitar contra els Satavahanes; vers 210 els kshatrapa dominaven l'Índia occidental, domini que van mantenir fins vers el 400 (la línia principal kshatrapa es va extingir vers 300 sorgint línies menors o Hved-Kshatrapes a Gujarat). Poc abans del 400 Gujarat fou conquerit pels guptes de Magadha que el van dominar fins vers 460 mentre al Dècan es formaven petits regnes alguns de tribus del nord com els abhires.
Al final del segle V van arribar els huns heftalites o Huns Blancs; els vallabhis es van establir a Kathiawar (vers 500-770) i més al sud es va formar un efímer imperi dels Traikutakes, emparentats amb els Kalachuris de Mahishmati. Els heftalites es van hinduitzar ràpidament i les sectes bramàniques van substituir al budisme; al nord del Konkan governaven els Maurya de Puri mentre la costa sud obeïa als Kadambes de Banavasi, i el Dècan del sud era teatre de la lluita entre Chalukyes i Rashtrakutes. Vers el 600 els gujars que potser havien vingut amb els huns a la segona meitat del segle v, es van apoderar de Gujarat, i van establir capital a Bhilmal, prop del Mont Abu i el 600 ja dominaven Kathiawar i els vallabhis s'havien sotmès.
Un ressorgiment gupta sota Harshavardhana de Kanauj (606-648) es va acabar amb la seva mort, tornant els gujars de Bhilma. Els Chalukya van emergir victoriosos al Dècan de les seves lluites amb traikutakes i rashtrakutes i van governar Dècan i Konkan.
Al segle VIII van arribar els musulmans a Sind i Gujarat (però només es van establir al primer d'aquestos territoris) mentre a la meitat del segle s'enfonsaven els Chalukya. El Chavada, una tribu rajput segurament d'origen gujar, va fundar el regne de Anhilvada (746) amb el suport dels gujars de Bhilmal, que va dominar gran part de l'Índia però aviat es va fragmentar: els chauhan a Ajmer, els Faraniares a Dhar, Chavades a Anhilvada, etc. Els Rashtrakuta finalment van eliminar els seus antics enemics Chalukya (vers 750) i van establir un nou imperi amb capital a Malkhed, 100 km al sud-est de Sholapur.
L'equilibri entre gujars i rashtrakutes va durar dos segles (vers 750 a 950), ja que cap dels dos era prou fort per imposar-se a l'altre. A la meitat del segle X el regne d'Anhilvada fou conquerit per Mularaja Solanki, fill d'un cap rajput gujar; pocs anys després (vers 573) la dinastia Rashtrakuta fou enderrocada per Taila, emparentat d'alguna manera als Chalukya que va fundar la dinastia Chalukya de Kalyani al Dècan; Barappa va fundar una dinastia vassalla al Gujarat; més al sud de la costa governaven els Silahares. L'Imperi Solanki va durar fins al 1143; enfrontats als Chudasames de Girnar (vers 940-1125) aquestos van cridar als àrabs musulmans del Sind, probablement els sumres.
El Dècan va restar en mans dels Chalukya de Kalyani del 973 al 1155. El 1120 van començar a ser perillosos els Hoysala de Halebid a Mysore. El regne solanki d'Anhilvada va passar a la meitat del segle XII a una branca col·lateral de la casa de Mularaja (1143-1242) que es va extingir el 1242 i el poder va passar als Vaghela de Dholka. Mentre a Dècan els Kalachuris de Kalyani van substituir als Chalukya (1155) però el 1167 foren enderrocats per Basava, cap de la secta Lungayat i el territori del sud de Dècan va quedar en gran confusió amb els diversos feudataris erigits en independents; els Hoysala esperaven la lluita entre Chalukya i Kalachuri per eliminar el que sortís vencedor; mentre al nord de Dècan es va establir el poder dels Yadava de Deogiri. Els Hoysala van destruir als Kalachuris el 1184 i als Chalukya el 1192, van continuar amb els Yadava el mateix 1192; però al cap de poc ells mateixos foren expulsats pels Yadava reorganitzats sota Singhana (1212); els senyors de Konkan van restar independents.
A Gujarat els Vaghela de Dholka que el 1233 havien substituït als Solankis i dominaven Gujarat del nord i Kathiawar oriental, es van haver de sotmetre als Yadava. Alaf Khan, germà del sultà de Delhi Ala al-Din [Muhammad Shah I Khalji] (1296-1316) va sotmetre als Yadava el 1294 i als Vaghela de Dholka el 1298 (en una sola campanya) i finalment els yadava, que havien quedat com a tributaris, foren conquerits el 1318 i Dècan va esdevenir província del sultanat.
Entre 1298 i 1392 Delhi va enviar governadors a Gujarat; el darrer governador Zafar Khan, fill d'un rajput convers, va agafar el títol reial el 1407, i el país va restar com un gran sultanat fins a la seva conquesta per Akbar el Gran el 1572. El Dècan va ser igualment una província del sultanat organitzada sota Muhammad Shah II Tughluk (1325-1351) que va dividir la regió en quatre districtes; la revolta de les tropes i governadors locals va donar origen al sultanat Bahmànida del Dècan que a partir del 1482 es va fragmentar en cinc sultanats (Sultanat d'Ahmadnagar, Sultanat de Berar, Sultanat de Bidar, Sultanat de Bijapur i Sultanat de Golconda), i va desaparèixer el 1526. Els emperadors mongols van intervenir al Dècan i el 1572 el sobirà farúquida de Khandesh es va haver de reconèixer vassall; el 1586 va envair Berar en suport d'un pretendent; el 1595 va assetjar Ahmednagar, el rei del qual fou després capturat (1600); Khandesh va esdevenir província el 1599. La conquesta la va acabar Aurangzeb al segle següent.
La penetració portuguesa va començar el 1498; el primer establiment a la futura presidència fou l'illa Anjidiv; després de la seva victòria sobre la flota egípcia a Diu el 1509 van esdevenir els amos de l'oceà i van adquirir el control del comerç. Van ocupar Goa el 1510 (Malaca el 1511, Ormuz el 1515), Chaul a Gujarat el 1531, Vasai i dependències incloent l'illa de Bombai el 1534, Diu el 1535 i Daman el 1559. A partir de la unió de Portugal a la corona castellana el 1580, els portuguesos van entrar en decadència; atacs musulmans es van produir a Goa (1570) i a Chaul (1570 i 1592-1594).
El primer establiment britànic es va produir amb l'establiment d'una factoria a Surat el 1618 amb suport legal d'una concessió de l'emperador Jahangir. El 1626 holandesos i britànics van intentar obtenir possessió de l'illa de Bombai que era portuguesa. Els anglesos la van voler comprar el 1653. Finalment fou cedida als britànics el 23 de juny de 1661 com a part del dot de la infanta Caterina de Braganza quan es va casar amb Carles II d'Anglaterra, però quan van intentar prendre possessió foren rebutjats per la guarnició portuguesa local (18 de setembre de 1662); el rei de Portugal va ordenar la cessió a la guarnició el 16 d'agost de 1663, però no fou obeït i els britànics van haver de conquerir l'illa per les armes el 23 de novembre de 1663; finalment el 18 de febrer de 1665 els portuguesos van ratificar la cessió de la qual quedaven excloses les dependències. El 23 de setembre de 1668 el govern britànic va cedir l'illa a la Companyia Britànica de les Índies Orientals a canvi de 10 lliures, i va quedar supeditada al govern de Surat. Un intent holandes de conquesta el 1673 fou rebutjat. El 2 de maig de 1685 Surat va passar a dependre de Bombai que fou erigida en capital de totes les possessions de la companyia a l'Índia, reunint la condició de presidència dels territoris occidentals i de govern general fins a una data entre el 1700 i el 1708. El govern de Surat va ser integrat en el de Bombai el juny de 1703 i el 1708 ja funcionaven les tres presidències (separades una de l'altra) de l'Índia: Bombai, Madras i Bengala.
El 1600 els mogols dominaven Khandesh i Ahmadnagar però no podien conquerir tota la regió del Dècan. El 1610 Malik Anbar va recuperar Ahmadnagar i quasi tots els antics dominis nizamshàhides i va saquejar Surat i fins a la seva mort el 1626 va dominar el Dècan. Fins al 1630 els mogols no van passar a l'ofensiva i fins a 1633 no van conquerir Daulatabad. Llavors es va ajustar una pau amb el sultanat de Bijapur el qual va obtenir alguns territoris (entre el Bhima i el Nira i el nord de Konkan fins al riu Bassein), pau que va durar 20 anys (1636-1656). Fou al servei de Bijapur que va emergir la figura de Shivaji, el destacat general que va fundar l'imperi maratha, primer a costa de Bijapur, i que finalment es va coronar el 1674. El 1686 els mogols van conquerir el sultanat de Bijapur i el 1687 el sultanat de Golconda i van capturar i executat al fill de Shivaji, Sambhaji (1689). La guerra entre Aurangzeb i els marathes ara establerts a Gingi, no es va aturar i el 1705 els marathes emergiren victoriosos i Aurangzeb es va retirar i va morir el 1707.
L'emergència maratha a la segona meitat del segle XVII va coincidir amb la decadència de l'Imperi Mogol iniciada amb la mort d'Aurangzeb el 1707. El nou emperador va retirar l'exèrcit del Dècan però va crear una divisió entre els marathes en alliberar a Shahu, net de Shivaji, que havia estat criat a la cort mogol, que es va establir a Satara, mentre una branca de la casa reial maratha va establir un regne separat a Kolhapur (1710); després d'un període de conflicte, Shahu, amb el suport de Balaji Vishvanaih, fundador de la línia de peshwes, va restaurar l'orde i fou reconegut el 1713 per Angria, cap de la flota, que governava Konkan, i finalment va obtenir de l'emperador la cessió del territori al sud del Bhima (1720) i el dret de recaptar el chauth (un quart) i el sardeshmukhi (una dècima part) al Dècan mogol, Carnàtic, Tanjore, Trichinopoly i Mysore.
Els marathes van esdevenir una confederació de caps independents un de l'altra però units en un interès comú per saquejar i recaptar., El 1724 Shahu va adoptar la política de destrucció de l'Imperi Mogol, aconsellat pel peshwa Baji Rao, fill de Balaji, cosa que va coincidir amb l'arribada al Dècan de Asaf Jah I que va fundar la dinastia de nizams d'Hyderabad; el 1728 el nizam fou derrotat pels marathes; el seu aliat el raja de Kolhapur també fou derrotat el 1730; el peshwa va dirigir llavors la seva atenció a Malwa per marxar cap a Delhi. El 1737 el nizam va envair Malwa, induït per l'emperador però fou derrotat pels marathes i finalment es va ajustar la pau; Baji Rao va morir el 1740 quan ja l'Imperi estava al límit de la seva destrucció per la invasió de Nadir Shah de Pèrsia (1739).
A partir del 1711 els atacs marathes a Gujarat van esdevenir anuals i es van establir a Songad (1719), Campaner (1723) i Baroda (1734); el governador de Gujarat Sarbuland Khan (1723-1730) va admetre les reclamacions marathes sobre la participació en la recaptació (chauth i sardeshmukhi); fins al 1748 es van nomenar governadors mogols però el control mogol sobre Gujarat s'estava esvaint: les forces del peshwa maratha, del Gaikwar de Baroda, del raja de Jodhpur, del nizam d'Hyderabad, i de diversos caps musulmans com els babis (establerts a Junagarh el 1738 i a Balasinor el 1761), els jaholirs (establerts a Palanpur el 1715) i Momin Khan, que es va crear un estat a Cambay (1748) complementat amb les grans fams de 1719, 1732 i 1747, desorganitzaven el govern. El 1737 el Gaikwar va rebre una part de les taxes de la província i va ocupar la capital Ahmedabad conjuntament amb les tropes del virrei governador (1738). El nizam va ocupar Broach (1731 a 1750) però va haver de concedir una part de les taxes de duanes al Gaikwar. Surat fou teatre de disputes entre candidats rivals al govern. Broach va esdevenir independent el 1752.
Després de la mort de Baji Rao el 1740 el nou peshwa Balaji es va haver d'enfrontar a un rival, el maratha Bhonsle de Nagpur, al que per allunyar, va concedir tots els drets de Bengala el 1744. El 1749 va obtenir de Shahu, al llit de mort, el govern del regne i va instal·lar després a un raja titella de dubtosa legitimitat. Balaji va establir la capital confederal a Poona.
El nizam va morir el 1748 i Balaji va participar en les lluites successòries entre els seus fills (1752); això li va permetre ocupar Ahmednagar i en la guerra que va seguir entre el peshwa i el nizam, el primer va obtenir Bijapur (1760). Des de 1742 el peshwa ja governava a Malwa i el 1755 havia estat decisiu en la successió mogol; el 1755 va recaptar el chauth al sud fins Arcot; però el 1761 Àhmad Xah Durrani va envair l'Índia i va vèncer la batalla de Panipat, poc després de la qual va morir Balaji; el nizam va poder recuperar les províncies perdudes (1763), mentre Haidar Ali es va poder afermar a Mysore, i Delhi va quedar lliure de la dominació maratha per 9 anys (1761 a 1770). Els britànics es van apoderar de Surat el 1759 i de Broach el 1772.
Pel seu costat els Bhonsle de Nagpur tenien tendència a separar-se de la confederació afavorit per les lluites successòries en la línia del peshwa, quan Raghuba va disputar la successió a Madhu Rao I (1761-1772); aquest darrer va emergir victoriós i va restablir la influència maratha.
La primera lluita amb els britànics es va produir el 1774 quan va esclatar la guerra entre Raghuba i el ministre que governava en nom de l'infant Madhu Rao II. Els britànics van tenir notícies que els portuguesos enviaven una expedició per recuperar l'illa de Salsette, propera a l'illa de Bombai, i van ocupar aquella illa (1774) i van acordar ajudar a Raghuba a canvi de la cessió de Salsette, Vasai i alguns districtes del Gujarat (1775). No obstant el governador general va desautoritzar aquest acord i va signar amb el govern de Poona representant de Madhu Rao II, el tractat de Purandhar (1776), segons el qual Raghuba era pensionat i Salsette i Broach eren reconegudes possessions britàniques.
Poc després el temor d'una invasió francesa va aconsellar al govern de Bombai d'enviar a Raghuba a Poona amb un exèrcit, que no obstant fou derrotat a Wadgaon per Sindhia i Nana Farnavis, els dos principals dirigents del govern del peshwa (1779). No obstant un exèrcit de Bengala va passar del Jumna a Surat i va ocupar Vasai (1780) restablint l'equilibri; es va formar llavors una aliança entre el peshwa, el nizam i Haidar Ali de Mysore (que a canvi fou confirmat en les seves conquestes a Dharwar) i els britànics van decidir posar al tron del peshwa a Raghuba, però Sindhia va acceptar les imposicions britàniques (1781) i poc després ho va fer Nana Farnavis i es va signar el tractat de Salbai (1782) que va posar fi a la primera guerra maratha, pel qual els britànics conservaven Salsette però cedien Broach a Sindhia; Raghuba fou pensionat i va morir poc després (1784).
Durant 20 anys (1782 a 1803) els britànics i marathes van estar en pau però en aquest temps la confederació maratha es va trencar: el 1782 Baroda va acceptar el protectorat britànic; Sindhia actuava pel seu compte i no va participar en la guerra a Mysore (1785-1792) i els Bhonsle de Nagpur foren encoratjats pels britànics per fer una política autònoma. El 1799 el Gaikwar de Baroda va conquerir Ahmedabad a Gujarat i va empresonar al representant del peshwa a la ciutat; els conflictes que van seguir van obligar a la intervenció d'una força britànica (1803). Els britànics havien annexionat Surat el 1800 a la mort del nawab i en la guerra del 1803 van arrabassar Broach a Sindhia.
Per por de Holkar, el cap maratha d'Indore, que s'havia apoderat de Poona en revenja per la mort del seu germà, Baji Rao va signar el tractat de Bassein (1802) i fou restablert pels britànics a Poona; Sindhia de Gwalior i Bhonsle de Nagpur que es van declarar contra el tractat de Bassein, també foren derrotats a Assaye i Argaon i van haver de demanar la pau (1803) acabant així la segona guerra maratha.
En aquest moment el govern de Bombai, amb rang de presidència, incloïa només Salsette, les illes del port (des de 1774), Surat (des de 1800) i Bankot (des de 1756), però des de 1774 estava supeditat al govern general de Calcuta a Bengala. El 1805 es van organitzar els districtes de Gujarat que foren ampliats el 1818. Els territoris del peshwa foren adquirits en part per tractat i en part per conquesta: Baji Rao, el darrer peshwa, va intentar eliminar el control britànic (1817) però fou derrotat i capturat (1818) i va haver de cedir els seus territoris, rebent a canvi una pensió, cabant així la tercera guerra maratha; es va crear un regne pel raja de Satara, hereu de Shivaji, segregat dels dominis del peshwa, i dues parganes foren cedides a Kolhapur; la resta va quedar sota un comissionat britànic (1819). L'establiment fou completat per Mountstuart Elphinstone (governador de 1819 a 1827). Després l'ampliació del govern britànic es va fer per l'extinció d'algunes dinasties locals; el setembre de 1839 Aden va passar a dependre de la presidència, i Sind li fou incorporat el 1843; la cessió dels Panch Mahals per Sindhia (1853) van completar la presidència. El 1862 va començar l'expansió de la ciutat de Bombai. El 1932 Aden es va constituir en colònia separada i l'1 d'abril de 1936 fou separat el Sind com a província amb l'estat de Khairpur i la resta de la presidència es va constituir en una província regular de l'Índia Britànica (província de Bombai). L'assemblea electa provincial es va ampliar i l'autonomia es va incrementar.
La província de Bombai fou una de les províncies que va formar l'Índia independent el 15 d'agost de 1947 i es va convertir en estat de Bombai el 26 de gener de 1950 d'acord amb la constitució índia. La formaven els moderns estats de Gujarat i part del de Maharashtra. Els governador foren David John Colville, Baró Clydesmuir, fins al 6 de gener de 1948, i Raja Maharaj Singh fins al 26 de gener de 1950 (després va seguir com a governador de l'estat).
El 1947 la província de Bombai fou una de les que va formar l'Índia independent. El 1950 va esdevenir estat de Bombai que el 1956 fou ampliat amb les zones de parla maratha de Marathwada abans de l'estat d'Hyderabad, i la regió de Vidarbha, procedents de Madhya Bharat (després Madhya Pradesh) fins que l'1 de maig de 1960, fou dividit en els de Gujarat i Maharashtra.

## Administració
Estava dividida en quatre divisions fiscals amb comissionats al front: 
- Gujarat (Nord)
- Dècan (Central)
- Carnàtic (Sud)
- Sind.

Sind estava format per sis districtes: Karachi (capital), Hyderabad, Larkana, Sukkur, Thar i Parkar, and Upper Sind Frontier, els quatre primers a càrrec de col·lectors i els dos darrers de subcomissionats.
La divisió del Nord o Gujarat la formaven els districtes d'Ahmadabad (capital), Broach, Kaira, Panch Mahals, Surat i Thana.
La divisió del Centre o Dècan la formaven els districtes de Poona (capital), Satara, Sholapur, Nasik, Khandesh (després del 1906 dividit en East Khandesh i West Khandesh) i Ahmadnagar.
La divisió del Sud o Carnàtic la formaven els districtes de Belgaum (capital), Dharwar, Bijapur, Kanara, Ratnagiri i Kolaba.
Bombai (ciutat) formava de facto un districte.

## Districtes
- Districte d'Ahmedabad
- Districte d'Ahmednagar
- Districte de Belgaum
- Districte de Bijapur
- Districte de Broach (Bharuch)
- Bombai (ciutat)
- Districte de Dharwad (Dharwar)
- Districte d'East Khandesh
- Districte d'Hyderabad
- Districte de Kaira
- Districte de Karachi
- Districte de Kolaba
- Districte de Larkana
- Districte de Nasik
- Districte de Kanara
- Districte de Panch Mahals
- Districte de Poona
- Districte de Ratnagiri
- Districte de Satara
- Districte de Shikarpur
- Districte de Sholapur
- Districte de Surat
- Districte de Sukkur
- Districte de Thana
- Districte de Thar i Parkar
- Districte d'Upper Sind Frontier
- Districte de West Khandesh

Hi havia 353 estats nadius agrupats en residències i agències:
- Kutch
- Agència de Kathiawar
- Agència de Palanpur
- Agència de Mahi Kantha
- Agència de Rewa Kantha
- Cambay
- Dharampur
- Bansda
- Sachin
- Agència de Khandesh (Estats Dangs)
- Surgana
- Jawhar
- Janjira
- Sawantwadi
- Savanur
- Jagirs de Satara
- Akalkot
- Bhor
- Aundh
- Phaltan
- Jath
- Daphalapur
- Kolhapur i dependències
- Khairpur

Els estats es classifiquen en tres classes:
- La classe I, amb Kolhapur, Savantvadi i Kutch.
- La classe II amb els estats de Mahi Kantha, Palanpur, Kathiawar, i dels jagirs marathes del sud.

- La classe III amb Khairpur, els estats de Rewa Kantha, Cambay, Dharampur, Bansda,

Sachin, Jawhar, Janjira, Surgana, Akalkot, Bhor, Aundh, Phaltan, 
Savanur, Jath, i els estats Bhil a Surat.
El govern corresponia a un Governador en consell format pel governador com a President i dos membres del Servei Civil de l'Índia, tots nomenats pel govern britànic. Hi havia quatre comissionats per cada una de les divisions.

## Llista de governadors
- 1662 - 1664 Sir Abraham Shipman, comandant reial
- 1664 - 1666 Humphrey Cooke (governador interí)
- 1666 - 1667 Sir Gervase Lucas
- 1667 - 1668 Henry Garey (interí)
- 1668 - 1669 Sir George Oxenden (interí)
- 1669 - 1672 Matthew Gray (interí)
- 1672 - 1677 Gerald Aungier
- 1677 - 1681 Henry Oxenden
- 1681 - 1683 John Child
- 1683 - 1684 Richard Keigwin (interí)
- 1684 - 1685 Charles Zinzan (interí)
- 1685 - 1687 Sir John Wyborne (interí)
- 1687 - 1690 Sir John Child
- 1690 - 1694 Bartholomew Harris (interí)
- 1694 Samuel Annesley (interí)
- 1694 - 1704 Sir John Gayer
- 1704 - 1708 Sir Nicholas Waite
- 1708 - 1715 William Aislabie
- 1715 - 1715 Stephen Strutt (interí)
- 1715 - 1722 Charles Boone
- 1722 - 1729 William Phipps
- 1729 - 1734 Robert Cowan
- 1734 - 1739 John Horne
- 1739 - 1742 Stephen Law
- 1742 John Geekie (interí)
- 1742 - 1750 William Wake
- 1750 - 1760 Richard Bourchier
- 1760 John Holkell (interí)
- 1760 - 1767 Charles Crommellin
- 1767 - 1771 Thomas Hodges
- 1771 - 1784 William Hornby
- 1784 - 1788 Rawson Hart Bodham
- 1788 - 1788 Andrew Ramsay (interí)
- 1788 - 1790 Sir William Medows
- 1790 - 1792 Sir Robert Abercromby
- 1792 - 1795 George Dick (interí)
- 1795 - 1795 John Griffith (interí)
- 1795 - 1811 Jonathan Duncan
- 1811 - 1812 George Brown (interí)
- 1812 - 1819 Sir Evan Nepean
- 1819 - 1827 Mountstuart Elphinstone
- 1827 - 1830 Sir John Malcolm
- 1830 - 1831 Sir Thomas Sidney Beckwith (interí)
- 1831 - 1831 John Romer (interí)
- 1831 - 1835 John Fitzgibbon, Earl de Clare
- 1835 - 1838 Sir Robert Grant
- 1838 - 1839 James Farish (interí)
- 1839 - 1841 Sir James Rivett-Carnac
- 1841 - 1842 George William Anderson (interí)
- 1842 - 1846 Sir George Arthur
- 1846 - 1847 Lestock Robert Reid (interí)
- 1847 - 1848 Sir George Russell Clerk (interí)
- 1848 - 1853 Lucius Bentinck Carey, Vescompte Falkland
- 1853 - 1860 John Elphinstone, Baró Elphinstone
- 1860 - 1862 Sir George Russell Clerk (interí per segona vegada)
- 1862 - 1867 Sir Henry Bartle Edward Frere
- 1867 - 1872 William Robert Seymour Vesey Fitzgerald
- 1872 - 1877 Sir Philip Edmond Wodehouse
- 1877 - 1880 Sir Richard Temple
- 1880 Lionel Robert Ashburner (interí)
- 1880 - 1885 Sir James Fergusson
- 1885 James Braithwaite Peile (interí)
- 1885 - 1890 Donald James Mackay, Baró Reay
- 1890 - 1895 George Robert Canning Harris, Baró Harris
- 1895 Herbert Mills Birdwood (interí)
- 1895 - 1900 William Mansfield, Baró Sandhurst
- 1900 - 1903 Henry Stafford Northcote, Baró Northcote
- 1903 Sir James Monteath (interí)
- 1903 - 1907 Charles Wallace Cochrane Baillie, Baró Lamington
- 1907 Sir John William Pitt Muir-Mackenzie (interí)
- 1907 - 1913 Sir George Sydenham Clarke, Baró Sydenham
- 1913 - 1918 George Freeman Freeman-Thomas, Baró Willingdon
- 1918 - 1923 Sir George Ambrose Lloyd
- 1923 - 1923 Sir Maurice Hayward (interí)
- 1923 - 1926 Sir Leslie Orme Wilson
- 1926 - 1928 Sir Henry Staveley Lawrence (interí)
- 1928 - 1931 Sir Frederick Hugh Sykes
- 1931 - 1937 Michael Herbert Rudolph Knatchbull-Hugessen, Baró Brabourne
- 1937 Sir Robert Duncan Bell (interí)
- 1937 - 1943 Sir Lawrence Roger Lumley
- 1943 - 1947 Sir David John Colville

## Ministres en cap
- 1937 - 1939 Bal Gangadhar Kher, Partit del Congrés
- 1939 - 1946 Govern del governador
- 1946 - 1947 Bal Gangadhar Kher (segona vegada), Partit del Congrés